# 135268 Haigneré
135268 Haigneré è un asteroide della fascia principale. Scoperto nel 2001, presenta un'orbita caratterizzata da un semiasse maggiore pari a 3,0848904 UA e da un'eccentricità di 0,2981370, inclinata di 1,58477° rispetto all'eclittica.